# Соколов, Николай Григорьевич
Никола́й Григо́рьевич Соколо́в (28 мая 1886, Киев — 25 сентября 1965) — американский композитор, дирижёр, скрипач российского происхождения.

## Биография
Родился в Киеве в еврейской семье, эмигрировавшей в США, когда ему было 13 лет. Учился музыке в Йельском университете под руководством Чарлза Мартина Лёфлера. После учёбы в Йельском университете он давал концерты во Франции и Англии в качестве скрипача.
С 1916 по 1917 год был музыкальным руководителем народного филармонического оркестра Сан-Франциско, где он настоял на включении женщин в оркестр с такой же оплатой труда, что и у мужчин. Соколов был основателем и дирижёром и музыкальным руководителем Кливлендского оркестра в 1918 году, где он работал вплоть до 1932 года. В 1931 году посетил с концертами Советский Союз.
В период с 1935 по 1938 год он руководил Федеральным Музыкальным проектом в рамках «Нового курса» Рузвельта, с целью нанять музыкантов для исполнения музыки и информирования общественности о музыке.
С 1938 по 1940 он руководил симфоническим оркестром Сиэтла.

## Семья
Николай Соколов был трижды женат, имел трёх сыновей от первого брака (Борис, Мартин, Ноэл).
Племянники — пианисты Владимир Соколов (1913—1997) и Теодор Зайденберг (англ. Theodore Saidenberg, 1908—1986).